# Baskisk
Baskisk (baskisk: euskera / euskara / eskuara) er et isoleret sprog, talt af omkring 690.000 personer i Baskerland, en spansk-fransk grænseregion ved atlanterhavskysten; men mange baskisktalende bor i andre dele af Europa og i USA, og det totale antal er omkring 800.000.
Navnet "baskisk" kommer af latin vascones, et navn benyttet om keltiberere, en gruppe keltere bosat på Den iberiske halvø. Ordet deler etymologi med den baskiske forstavelse eusk-. Baskernes betegnelse på sig selv er euskaldunak, afledet af sprogets navn "euskara" (og betyder egentlig "baskisktalende").
Baskisk er i dag et af meget få ikke-indoeuropæiske sprog talt i Vesteuropa. Det mangler bogstaverne c, q, v, w og y, mens k, z og x er hyppigt forekommende. Vore dages fælles standardbaskisk, euskara batua, er baseret på dialekten i Guipúzcoa.
Baskisk antages at være det eneste overlevende sprog fra en ældgammel sprogfamilie, der blev udraderet ved de indoeuropæiske sprogs indtog. I dag findes der en baskisksproglig presse, dertil regional radio og fjernsyn.
I romerske indskrifter på latin i Aquitaine (i Sydfrankrig) genkendes flere ord af baskisk ophav, fx nescato og cison (neskato og gizon betyder "pige" og "mand" på moderne baskisk). Dette sprog kaldes aquitansk, og blev sandsynligvis talt, inden romerne indførte latin i Pyrenæerne. Romersk forsømmelse af denne afsides egn sikrede det baskiske sprogs overlevelse, mens andre ikke-indoeuropæiske sprog på Den iberiske halvø, som iberisk og tartessisk, uddøde og blev erstattet af latin.
| Ord  | Kasus    | Resultat   | Betydning         |
| ---- | -------- | ---------- | ----------------- |
| etxe |          | etxe       | hus               |
| etxe | a        | etxea      | huset             |
| etxe | ak       | etxeak     | husene            |
| etxe | a + ra   | etxera     | til huset         |
| etxe | ak + ra  | etxeetara  | til husene        |
| etxe | a + tik  | etxetik    | fra huset         |
| etxe | ak + tik | etxeetatik | fra husene        |
| etxe | a + n    | etxean     | i huset           |
| etxe | ak + n   | etxeetan   | i husene          |
| etxe | a + ko   | etxeko     | tilhørende huset  |
| etxe | ak + ko  | etxeetako  | tilhørende husene |